# 梁文峯
梁文峯（1986/5/20—），筆名藍橘子，香港網絡作家、獨立出版社洄水文化創辦人之一，以原創小說《我是技安，今天我出席了大雄的葬禮》於網絡平台一舉成名。
梁氏自2010-2011年開始文字創作後（2017年初起更辭去原有的文員工作，全職投身於網絡文學創作），曾推出多部作品，當中更有作品被電視台購入版權並改編成為電視劇。

## 生平
梁氏曾應考2003年香港中學會考，惟當年成績僅獲1分，而中文科更只考獲F級(0)分（不及格）。同年中五畢業以後，他曾經投身多份兼職工作，計有零售、餐飲、客戶服務等不同行業，亦曾於一遊戲雜誌任職編輯。後至2008年，梁氏轉職船務文員，負責處理單據及報關出貨等事務。
在身兼文職的同時，梁氏亦開始於網絡平台發表文字創作。2010-2011年起，他在網絡討論區高登上發表多部短篇故事；翌年更以筆名「萬用上帝」發表首部奇幻小說作品；與此同時，他亦於社交網站Facebook上開始粉絲專頁，開始嘗試與讀者互動。當時仍為船務文員的他，只能靠午飯時間及午夜約兩小時的空閒時間創作。2013年（亦即開始創作後兩年），梁氏以「藍橘子」筆名出版首部小說作品，而該筆名一直沿用至今。

### 成名
2016年底，梁氏在社交網站發表一部改編自日本著名漫畫《哆啦A夢》的小說《我是技安，今天我出席了大雄的葬禮》，被傳媒形容是「突破原有的框架」，不僅令其專頁「讚好」人數大幅增長外，更成功吸引來自台灣甚至馬來西亞地區的網民支持，甚至吸引港台傳媒密切關注劇情進展並報道。
2017年，他被一間電影公司所青睞，邀請其參與電影《天使曾經來過》的編劇工作（此舉亦因此使其放棄原有的文職工作，全面投入文字創作）；同年年中，有傳媒從ViuTV高層人員得悉，其作品《假若要為愛情加上一個期限》將被改編成電視劇（亦即後來的《假若愛有期限》），並於翌年年底於該電視台正式首播；另外，他亦於同年香港書展推出靈異小說《阿公講故》，亦獲傳媒報道。
到了2018年，梁氏已出版十多部實體作品，但他發現舊有作品所賺得的版稅不多，且不能自主全書的設計（包括包裝、設計概念與內容），甚至曾有書店不允許其作品在旗下分店上架；加上他擔心日後Facebook可能在網絡世界中消失，而自己亦不肯定日後的新興網絡平台是否適合繼續文字創作，於是與另一名網絡作家莎比亞討論，並於同年成立出版社「洄水文化」，透過「自家出版」的形式以繼續維持生計。
同年，他除了先後出席以電子競技為題材的電影《乘風》的記者發佈會，分享自己對相關方面的看法，以及在同年2月於嶺南大學持續進修學院開放日中擔任講座講員外，亦與香港清潔產品公司潔寶（Swipe HK）合作，為該公司清潔產品瓶身標貼設計一段文字，並於同年7月初以「作家限定版」形式公開發售；此外，他亦嘗試與其他單位合作，推出微電影《為你掛上死亡標籤》，當時預計會於同年年底推出。翌年開始，他更以出版社身份參展香港書展，而此亦為其心願之一；同年年底獲受邀前往馬來西亞進行演講，並接受星洲日報訪問；同年其作品《夜谷賓館營業中》被改編成舞台劇，並於12月首度上演。
而在感情生活上，梁氏於2018年底與其女朋友「小豆」結婚，並於翌年初租下一個二手單位自住。

### 近況
然而踏入2020年，2019冠狀病毒病於全球爆發，香港亦不能幸免。其時梁氏也因香港政府推行「禁止群組聚集規例」等減少社交接觸的措施與法例而無法舉辦自身一向有任教的寫作課程，令其收入大受影響。可是香港本土疫情反覆，2020年香港書展宣佈延期，更使其原有的線下簽書會改到網絡平台上進行。縱使其收入受到影響，但他表示該等影響僅為有限。

## 筆名由來
據梁氏在一個訪問中指出，「藍橘子」這個筆名意指「藍色的橘子（柳橙）」，而藍色的水果在日常生活中不為常見，希望讀者可以把故事看到最後，才確定那是個什麼顏色的水果，或許這世上真的存在藍色的橘子也說不定。亦意喻其作品以奇幻、靈異為主。

## 寫作風格
梁氏早期的作品題材多元，涵蓋愛情、奇幻等；現時則以短篇小說為主，亦有一些散文、評論等作品，當中小說作品題材偏向靈異、科幻，亦有一些諸如過度活躍症及肢體認同障礙症等較為罕見的題材。他曾在一個訪問中指出，自己會透過科幻小說的方式，以較簡單的方式將一些香港社會的現況呈現予讀者。
而根據梁氏在2019年的一個訪問中指出，他的作品在於使讀者閱讀整篇文章（而非部份）後方可明白其透過作品想帶出的道理或意義；而作為一名不願與人直接分享人生道理的他，亦表示他會以故事的方式，讓讀者更容易理解這些道理，即使未能達至該等效果亦希望讀者能夠「當成故事娛樂自己」。
然而，身為全職作家的他亦曾遇上過不少「缺乏靈感」的時候。他曾經在不同訪問中指出，會透過閱讀小說、影視作品及新聞等為創作小說提供靈感來源；與此同時，他亦關心社交媒體上網民的言論，並嘗試從中找出並分析部份其認為「奇特」的意見與想法。

## 獲獎記錄
| 年份 | 獎項                           | 提名書籍     | 結果 |
| ---- | ------------------------------ | ------------ | ---- |
| 2017 | 2017年香港金閱獎最佳文史哲書籍 | 《阿公講鬼》 | 獲獎 |

## 迴響與評價
梁氏早期的作品並不為人所知曉，即使出版書籍數本亦未能於各大書局全線上架，在香港書展的簽書會上亦無人問津。後來他留意到問題所在後，便開始認真經營自己的粉絲專頁，於短短兩年間便成功吸納近9萬名網民支持。而在2016年連載的小說《我是技安，今天我出席了大雄的葬禮》更令其知名度大增，有關帖文於一天內獲得逾15萬讚好，分享次數亦超過3萬；2018年推出的作品《死亡的擬聲詞》在網絡連載約十天後亦獲得約一百萬點擊次數。
而時任竣鈞集團有限公司董事總經理張慧敏於一個訪問中指出，梁氏在香港中學會考成績雖然欠佳，但他仍視文字創作為其愛好，不受社會框架所限；且他曾接觸不同行業與階層人士，能讓其為作品帶來創作靈感，亦願意為提升其作品質量而閱讀他人作品。她亦欣賞梁氏在遇到困難，又或平衡生活與工作時間之中，有良好的發揮，「是個負責任的人」。

## 相關事件

### 粉絲專頁被警告事件
2017年9月底，有傳媒報道指梁氏的Facebook帳戶收到警告，指有一則帖文的內容違反Facebook使用條款，而警告訊息亦指出其日後再繼續違反相關條款將會凍結該帳戶。事後梁氏於粉絲專頁發佈帖文，表示「藍橘子」這名字可能會於該平台上消失，帖文一出旋即引起網民熱烈回覆。由網民的回覆顯示，他們雖然欣賞梁氏的作品，並期望其不會因相關事件影響而能繼續創作（即使最終需要轉到另一平台繼續也希望他能夠通知一眾支持者）；但與此同時，他們亦不忘提醒他可以透過修改敏感字眼而防止日後有類似事件發生。
擔任2024角川百萬大賞奇幻組評審，因文筆奇差引起網路熱議，眾多網友湧入角角者網站朝聖，使其作品登上熱門排行第一名

## 外部連結
- 藍橘子的Facebook專頁
- 藍橘子的Instagram帳戶